# Бейсбольная лихорадка
«Бейсбольная лихорадка» (англ. Fever Pitch) — романтическая комедия братьев Фаррелли 2005 года с Дрю Бэрримор в главной роли.

## Сюжет
Школьный учитель Бен и деловая женщина Линдси влюбляются друг в друга. Но их отношениям мешает болезненная страсть Бена — бейсбол. Он с детства болеет за команду «Бостон Ред Сокс» и теперь вынужден разрываться между любимой девушкой и командой.

## В ролях
| Актёр           | Роль            |
| --------------- | --------------- |
| Дрю Бэрримор    | Линдси Микс     |
| Джимми Фэллон   | Бен Райтмэн     |
| Джейсон Спивак  | Бен в 1980 году |
| Джек Келер      | Эл              |
| Скотт Северанс  | Арти            |
| Джессами Финет  | Тереза          |
| Морин Кейллер   | Вив             |
| Ленни Кларк     | дядя Карл       |
| Айони Скай      | Молли           |
| Кейди Стрикленд | Робин           |
| Стивен Кинг     | камео           |

## Производство
В течение 84 лет команду «Бостон Ред Сокс» преследовало так называемое проклятие Бамбино, из-за которого команда не могла выиграть Мировую серию. Только в 2004 году проклятье удалось снять, когда бостонцы выиграли в финале у «Сент-Луис Кардиналс»: это заставило сценаристов снимавшейся в это же время «Бейсбольной лихорадки» менять концовку.